# بينين (أريحا)
بنين قرية سورية تتبع ناحية مركز أريحا في منطقة أريحا في محافظة إدلب. بلغ عدد سكانها 743 نسمة في عام 2004 حسب إحصاء المكتب المركزي للإحصاء.
تقع في جبل الزاوية على الطريق بين مدينة أريحا ومعرة النعمان. تزرع في بساتين القرية أشجار الزيتون والمشمش والتين. تحدها من الجهة الغربية قرية شنان ومن الجهة الجنوبية الغربية قرية دير سنبل. توجد آثار رومانية في هذه القرية.